# فهرست مجموعه‌های تلویزیونی تاریخی محصول کره جنوبی
این مقاله فهرستی از مجموعه‌های تلویزیونی تاریخی محصول کشور کره‌جنوبی می‌باشد که بر اساس حروف الفبا طبقه‌بندی شده است.
فهرست شامل موارد زیر است :

## الف
- آرانگ و دادرس ( Arang and the Magistrate )
- اشک اژدها ( Tears of the Dragon )
- افسانه ( Legend )
- افسانه سودانگ ( Ballad of Seodong )
- الهه آتش ( Goddess of Fire )
- امپراتور دریا ( Emperor of the Sea )
- امپراتور بادها ( Kingdom of the Winds )
- امپراتور صاحب ماسک ( Emperor : Owner of the Mask )
- ایلجیمائه ( Iljimae )
- ایمان ( Faith )
- آینه جادوگر ( Secret Healer )
- افسانه خورشید و ماه
- آقای ملکه(سریال تاریخی){کمدی،درام،فانتزی}

پیشنهاد میکنم حتمن ببینید #آقای ملکه
- امپراتور اشک ها

## ب
بازگشت ایلجیمائه ( Return of Iljimae )

## پ
- پادشاهی ( Kingdom )
- پادشاه بزرگ، سجونگ ( Great King, Sejong )
- پادشاه دو قلب ( King 2 Hearts )
- پیشگوی بزرگ ( Great Seer )

## ت
- تاجر پوسان ( Merchant : Sangdo )
- تاریخ آرتدال ( Arthdal Chronicles )
- تائجو وانگ گان ( Taejo Wang Geon )
- تیرانداز چوسان ( Gunman In Joseon )
- تیغه و گلبرگ ( Blade and Petal )

## ج
- جا میونگ گو ( Ja Myung Go )
- جانگ اوک جونگ، زندگی با عشق ( Jang Ok-jung, Living by Love )
- جانگ یونگ شیل ( Jang Yeong-sil )
- جمهوری پنجم ( 5th Republic )
- جنگجو باک دونگ سو ( Warrior Baek Dong-soo )
- جواهری در قصر ( Dae Jang Geum )
- افسانه جومونگ ( Jumong )
- جونگ دو جون ( Jeong Do-jeon )

## د
- داستان نوکدو ( Tale of Nokdu )
- دامو ( Damo )
- دانشمند شبگرد ( Scholar Who Walks the Night )
- دائه جویونگ ( Dae Jo-yeong )
- دختر پادشاه، سو بیک هیانگ ( King's Daughter, Soo Baek-hyang )
- درب مخفی ( Secret Door )
- دریاسالار جاودانه یی سو شین ( Immortal Admiral Yi Sun-sin )
- دو دوست ( Duo )
- دونگی ( Dong Yi )
- دکتر جین ( Dr. Jin )

## ر
- رسوایی سونگ کیون کوان ( Sungkyunkwan Scandal )
- روزگار شاهزاده ( Princess Hours )
- رویای فرمانروای بزرگ ( Dream of the Emperor )
- درختی با ریشه عمیق ( Deep Rooted Tree )

## س
- سایمدانگ ( Saimdang, Memoir of Colors )
- سه تنفگ‌دار ( Three Musketeers )
- سیاست پر زرق و برق ( Splendid Politics )

## ش
- شاهزاده صد روزه من ( 100 Days My Prince )
- شاهزاده بزرگ ( Grand Prince )
- شکارچیان برده‌ ( Slave Hunters )
- شش اژدهای پرنده ( Six Flying Dragons )
- شین دان ( Sin Don )

## ع
- عاشقان ماه ( Moon Lovers: Scarlet Heart Ryeo )
- عشق شاهزاده خانم ( Princess' Man )
- عصر جنگجویان ( Age of Warriors )

## ف
- فراری از چوسان ( Fugitive of Joseonعبدالهادی )

## ق
- قصر خونین : جنگ گل ها ( Cruel Palace - War of Flowers )

## ک
- کیم سورو ، امپراتور آهنین ( Kim Su-ro, The Iron King )
- کتاب خانواده گو ( Gu Family Book )

## گ
- گل‌های زندان ( Flowers of the Prison )
- گوانگ گائتو ، فاتح بزرگ ( Gwanggaeto, The Great Conqueror )
- گی‌بک ( Gyebaek )

## ل
- لی‌سان ، باد قصر ( Lee San, Wind of the Palace )

## م
- ماه در آغوش خورشید ( Moon Embracing the Sun )
- ملکه چئونچو ( Empress Cheonchu )
- ملکه سئوندوک ( Queen Seondeok )
- ملکه کی ( Empress Ki )
- ملکه هفت روزه ( Queen for Seven Days )

## ن
- نسل الهام بخش ( Inspiring Generation )
- نقاش باد ( Painter of the Wind )

## و
وینچنزو(Vincenzo)

## ه
- هوانگ جینی ( Hwang Jini )
- هونگ گیل دونگ ( Hong Gil-dong )